# متحف آبا
متحف آبا (بالسويدية::Abbamuseet)،(بالإنجليزية:ABBA: The Museum) هو متحف سويدي تفاعلي لفرقة البوب الموسيقية السويدية آبا. وقد اُفتتح في السابع من شهر مايو (آيار) عام 2013 .، حيث تم تجميع أعمال وأشياء فرقة آبا وعرضها بشكل حديث وتفاعلي في جزيرة جورجاردن في ستوكهولم.

شعار متحف آبا

على الرغم من من اسمه فقد لا يُعد متحفًا لأنه لا يحتوي على تصنيفات  ولا يجري أية أبحاث كما أنه هادف إلى الربح إضافة إلى أن المتحف ليس ضمن المجلس الدولي للمتاحف (ICOM)  أو الرابطة السويدية للمتاحف (Riksförbundet Sveriges museer).

## تاريخه

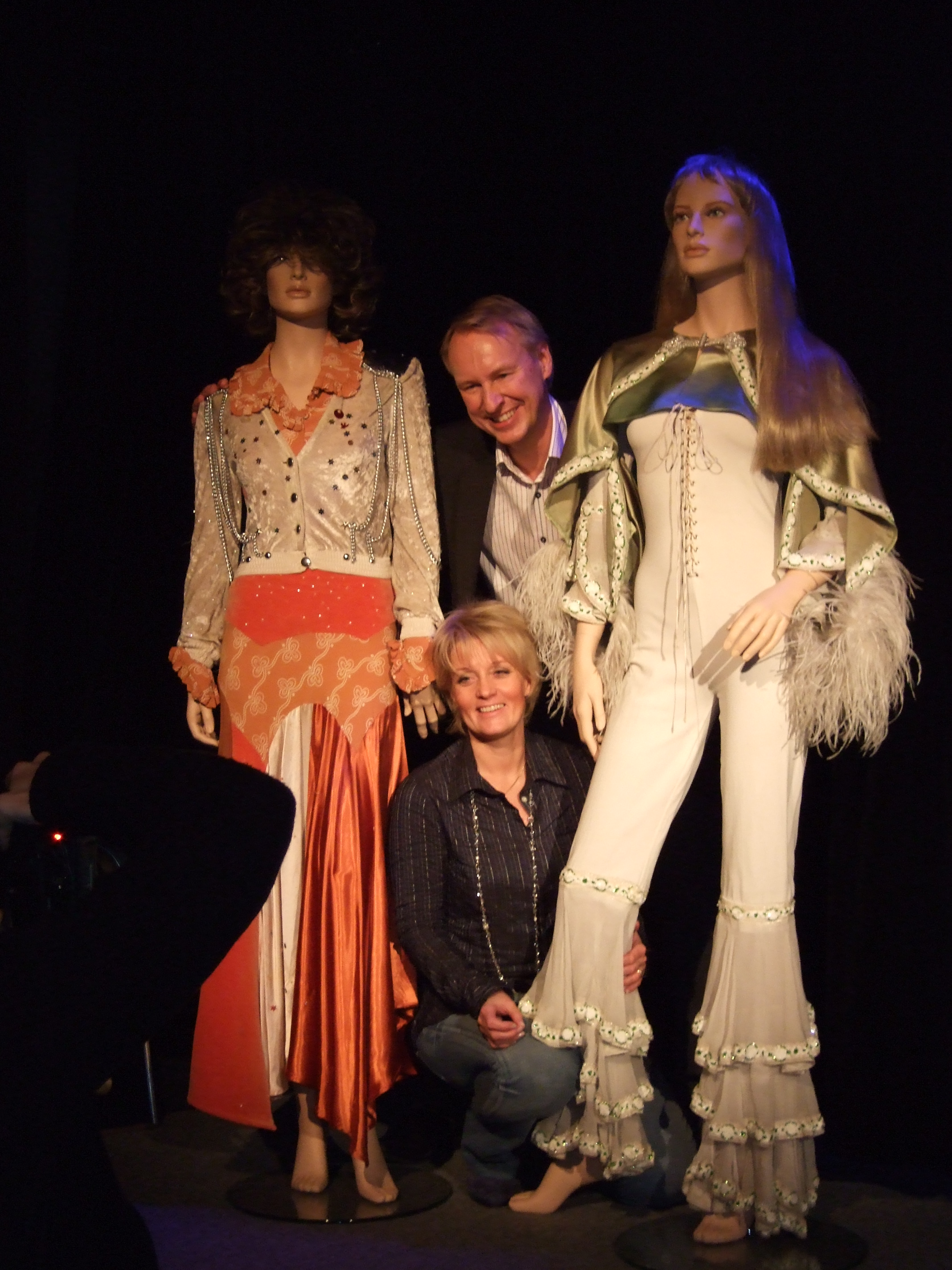
أولف وستمان و إيو فيجينهايم وستمان مُخططا فكرة متحف آبا في الثامن والعشرين من شهر نوفمبر (تشرين الثاني) عام 2008

أعلن المؤسسون أولف ويسنمان وإيوا فيجنهايم-ويستمان عام 2006 عن التخطيط للمتحف آبا في ستوكهولم وهو مُستوحى من متحف باتل في ليفربول في إنجلترا، وكان متوقع أن يُفتتح في عام 2008. قدر المنظمون أن المتحف سيجذب نصف مليون زائر بانتظام. وكان من المفترض أن يكون موقع المتحف هو مبنى الجمارك الرئيس السابق في ميناء ستوكهولم. بعد عدة مشاكل مالية تم التخلي عن المشروع في عام 2009 وكان من المقرر أن يتم إنشاء المتحف السويدي للتصوير الفوتوغرافي الحديث (Fotografiska) بدلًا من متحف آبا.
و في الثالث من شهر أكتوبر (تشرين الأول) عام 2012 تم الإعلان عن خطط جديدة لمعرض دائم لفرقة آبا في العاصمة السويدية ستوكهولم، ويكون اسمه «آبا: المتحف» وهو بيت دائم لمعرض أبا العالمي المتجول وقد تجول في أوروبا وأستراليا في عامي 2009 و2011 كما أن يوجد به مسرح أزياء الفرقة والتي تطوع بيها أعضاء الفرقة. يوجد أيضًا هناك العديد من أقسام الصوتيات والفديوهات التي تتيح للزائرين أن يقوموا بغناء أغان الفرقة.

## موقعه
يقع متحف آبا في مبنى بالقرب من حديقة جرونا لوند الترفيهية في جزيرة جورجاردن.

## المتحف
يوجد في المتحف
- بيانو عضو فرقة آبا بيني أندرسون: وهو البيانو الخاص لبيني أندرسون والذي كان يوجد في منزله والذي كان يعزف عليه عندما يريد.
- واترلو: وهو قسم صُمم ليكون على شكل مدينة برايتون في وقت مسابقة الإصدار الأوروبي للأغنية عام 1974 (1974 Eurovision Song Contest) ويحتوي هذا القسم على العديد من الأشياء من هذا الحدث المصيري.
- استوديو بولار: هو نشاط ترفيه وقسم على شكل استوديو بولار الذي كانت فرقة آبا تسجل فيه معظم أغانيها، ويمكن للمرء هناك أن يرى العديد من الأشياء الموجودة في الاستوديو.
- حديقة فولك: قسم على شكل حديقة فولك أينما تم استقبال فرقة آبا للمرة الأولى.
- الجولة الموسيقية: جولة موسيقية كتبتها كاثرين جونسون كاتبة مسرحية ماما ميا!
- رنج رنج: هاتف مميز يعرف رقمه فقط أعضاء الفرقة الأربعة.

## معرض الصور

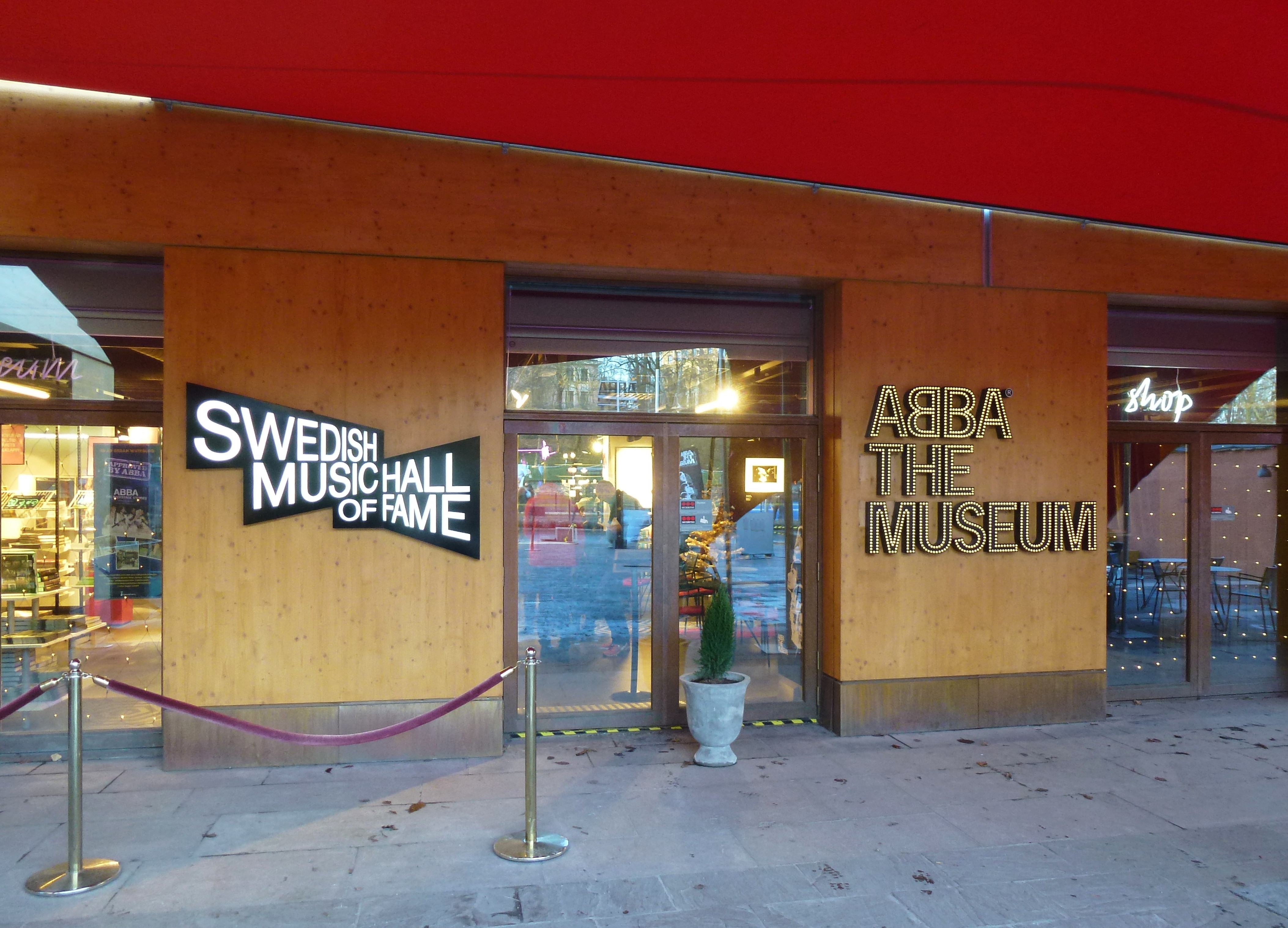
المدخل الرئيس لمتحف آبا
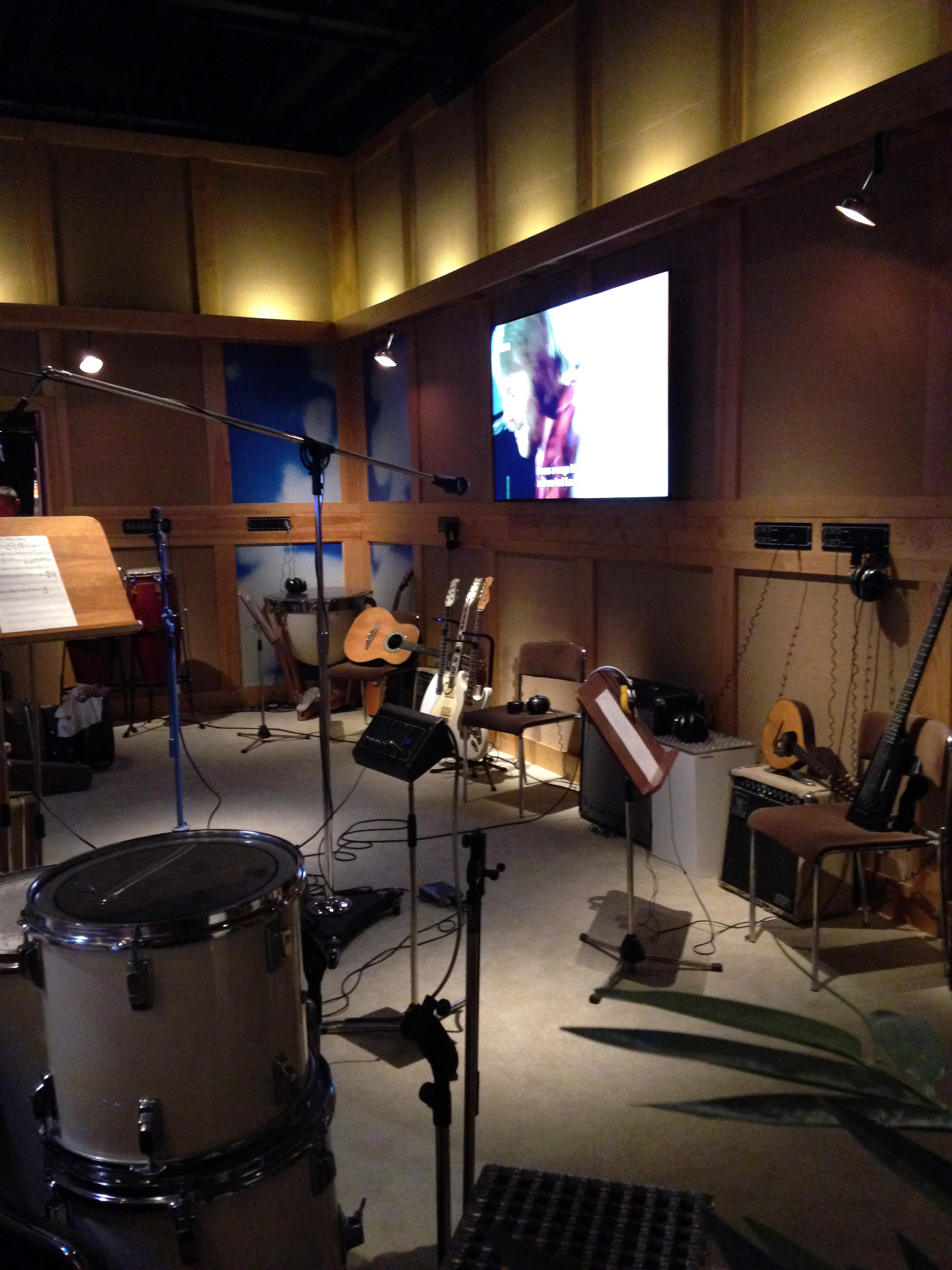
قسم استوديو بولار
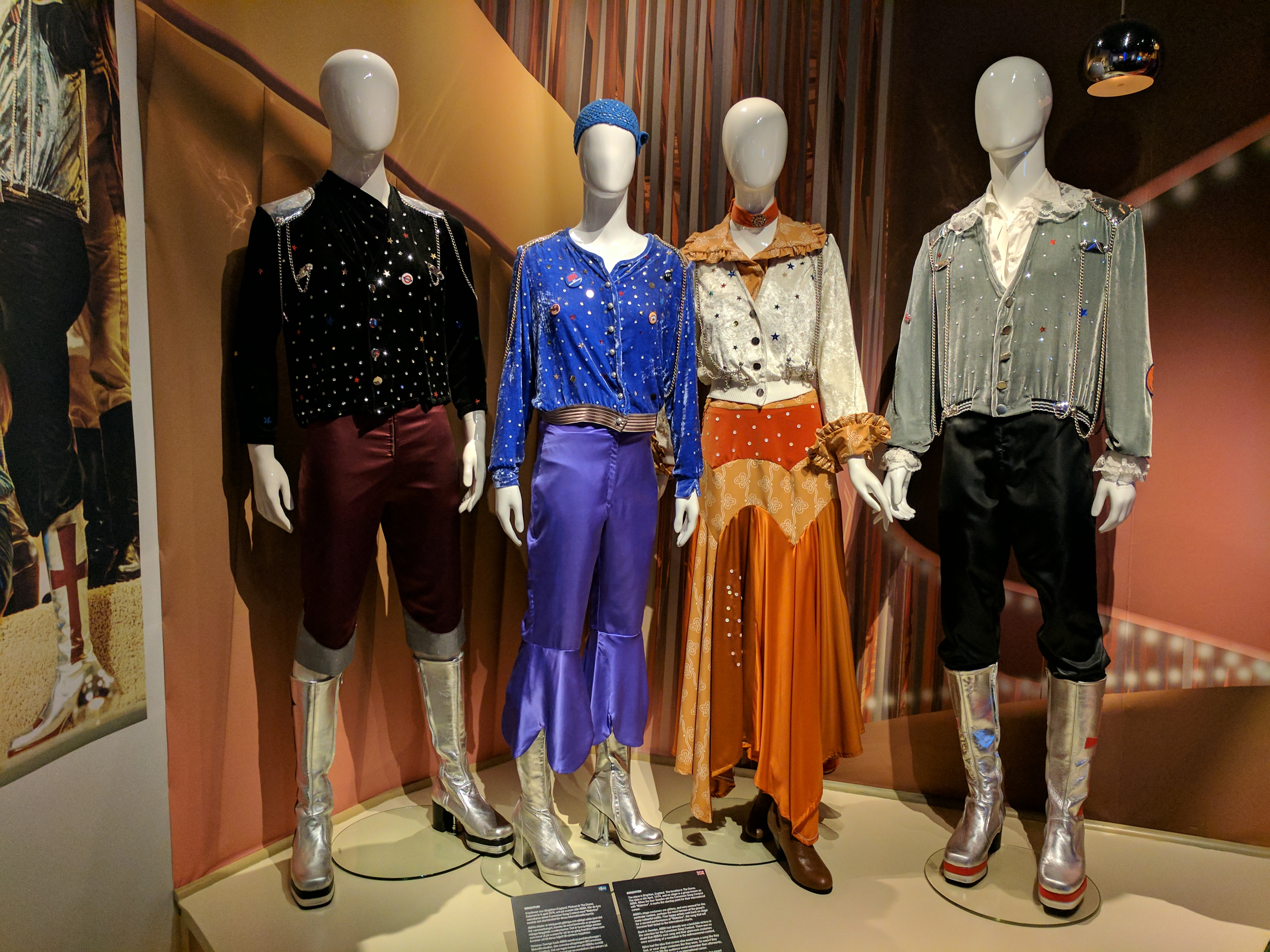
تماثيل ترتدي أزياء مشهورة لفرقة آبا
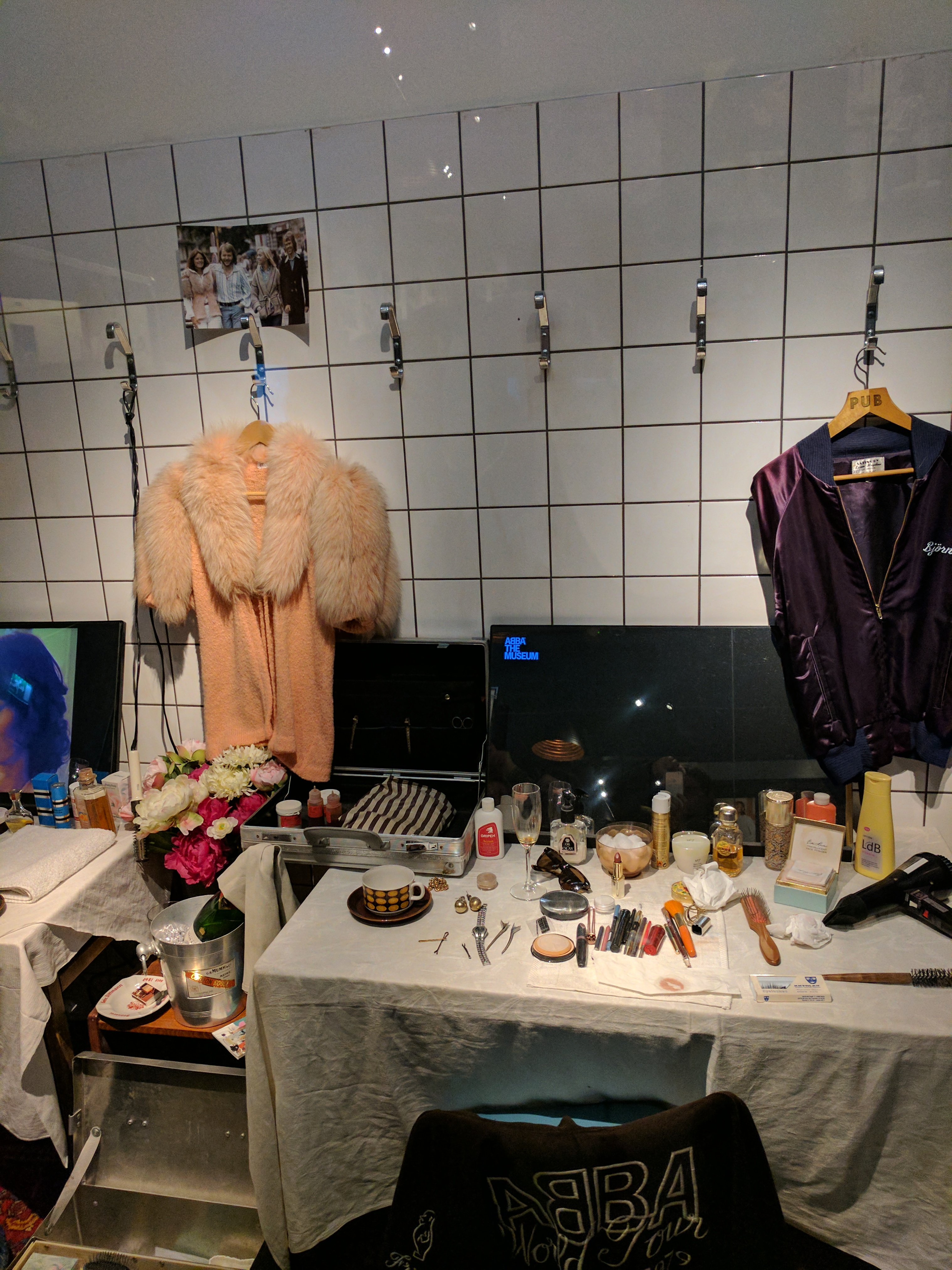
غرفة تمثل غرفة التبرج الخاصة بالفرقة
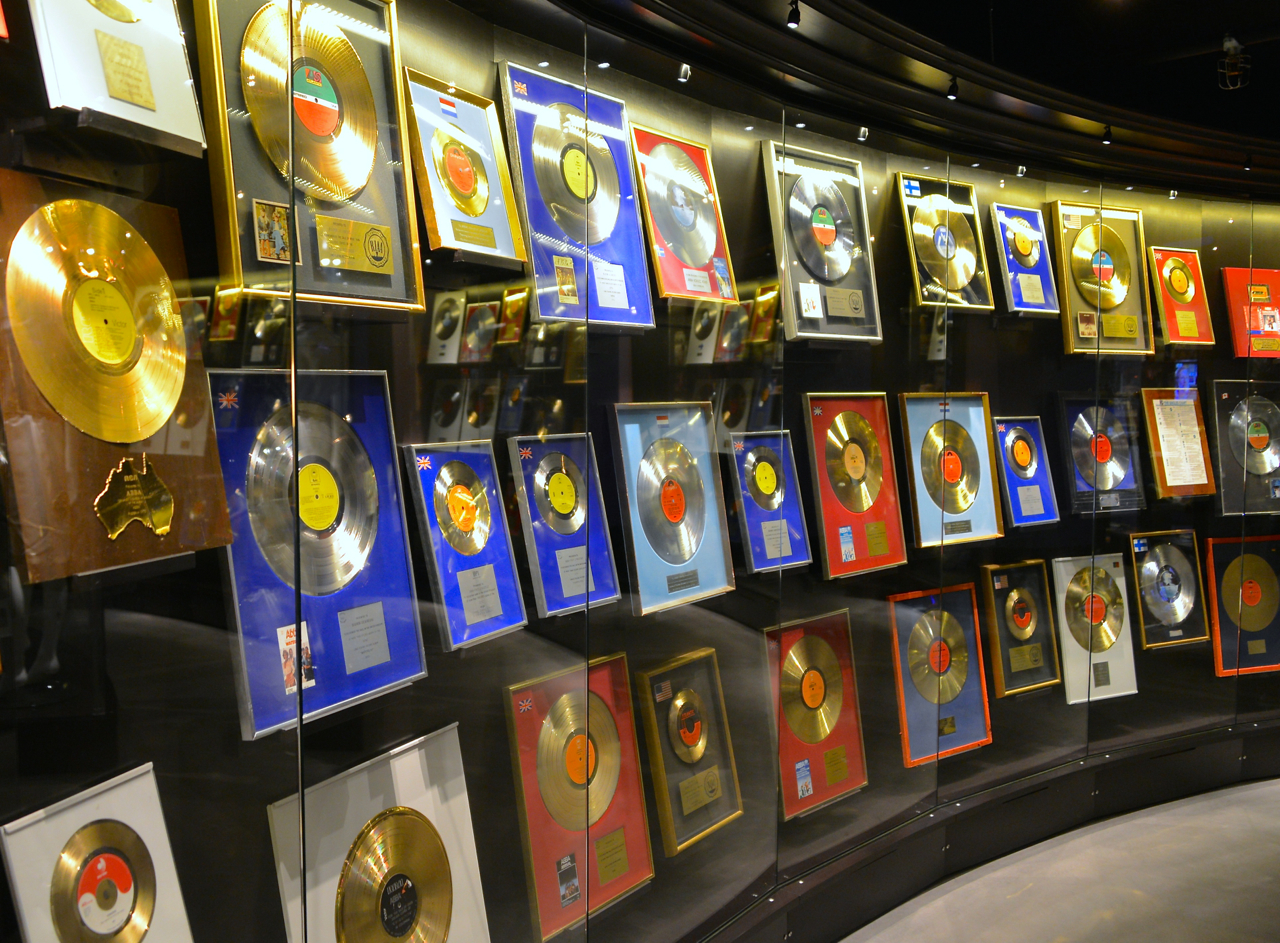
صور لشهادات فرقة آبا من دول مختلفة
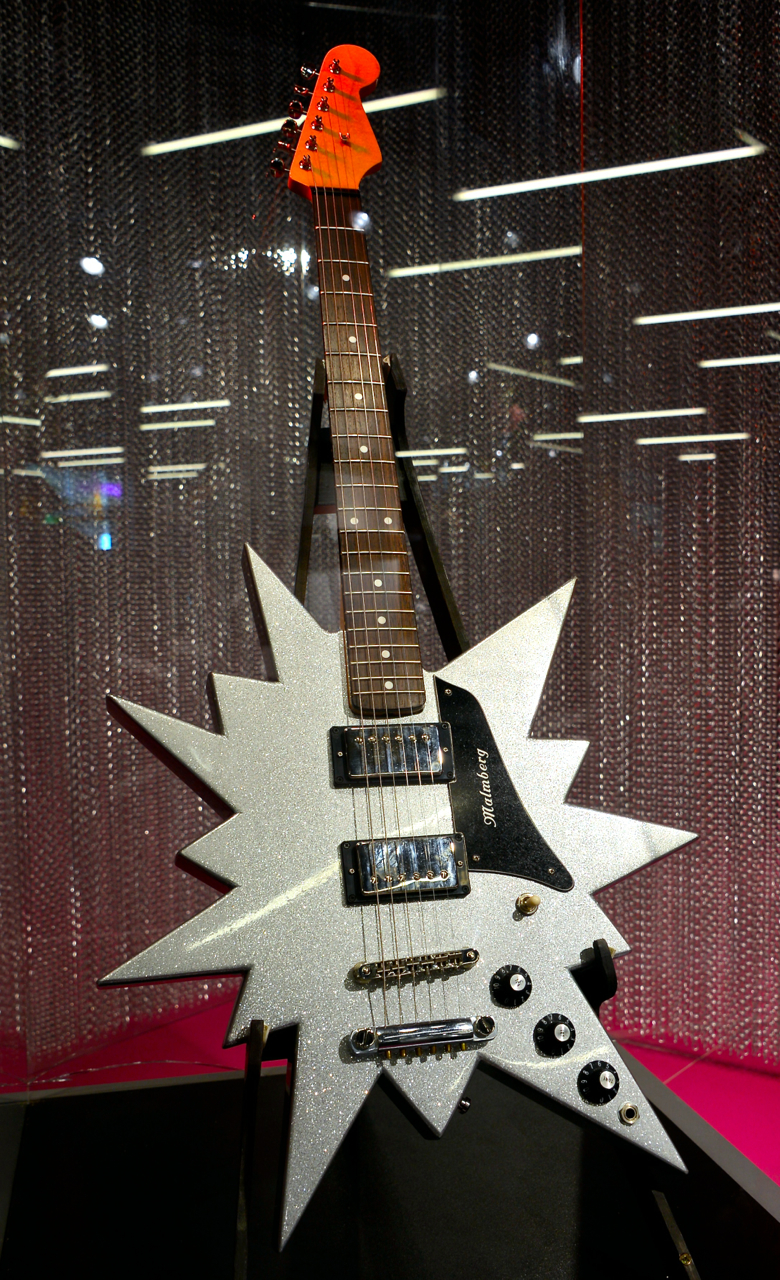
الجيتار الخاص بعضو الفرقة بيورن أولفايوس
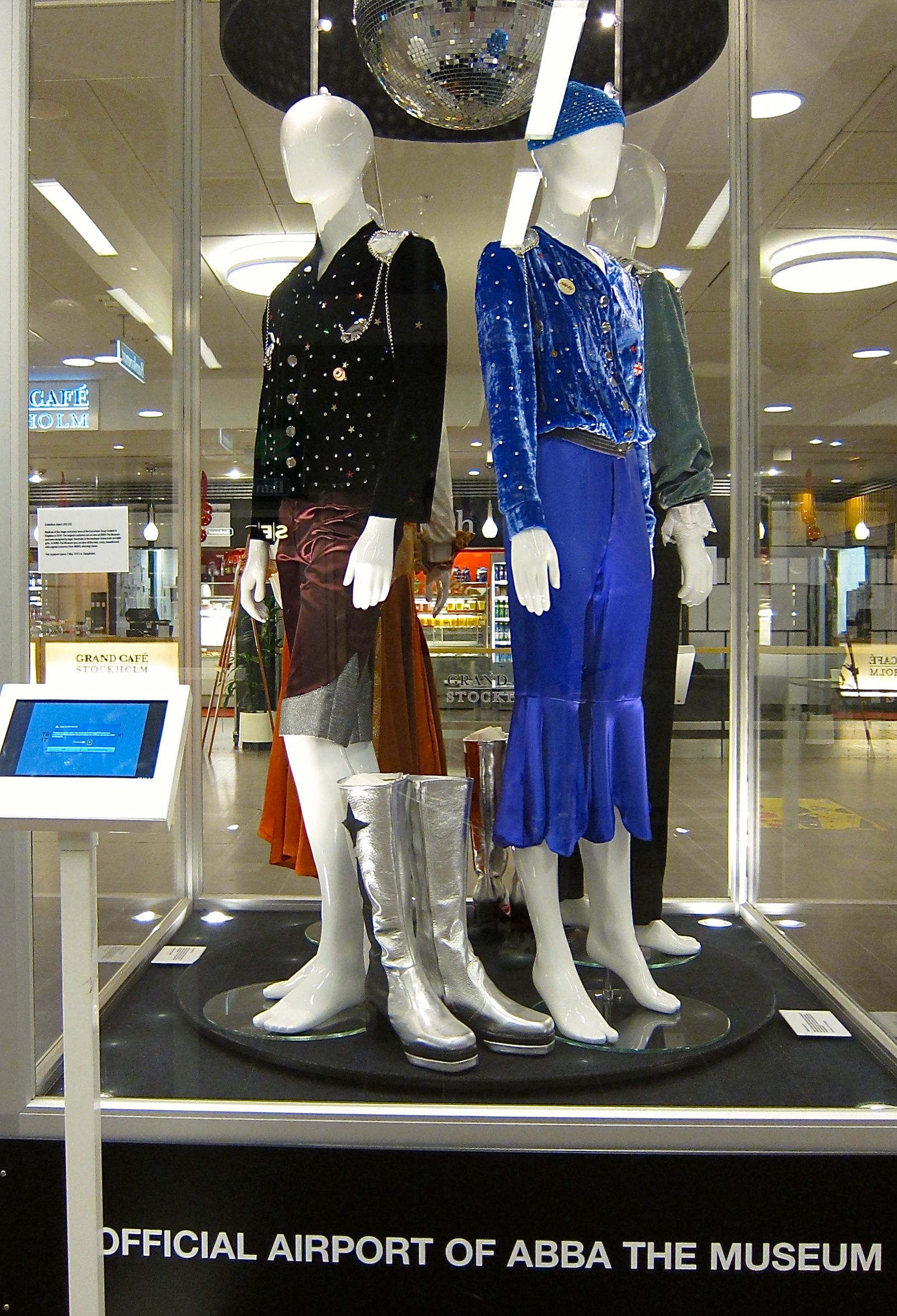
أزيتء الفرقة

## وصلات خارجية
- الموقع الرسمي للمتحف